# Seddera micrantha
Seddera micrantha är en vindeväxtart som beskrevs av Pilger. Seddera micrantha ingår i släktet Seddera och familjen vindeväxter. Inga underarter finns listade i Catalogue of Life.